# Shohreh Aghdashloo
Shohreh Vaziri-Tabar, més coneguda amb el nom de Shohreh Aghdashloo   (Teheran, 11 de maig de 1952), en persa شهره آغداشلو, pronounciat [ʃohˈɾe ɒɢdɒʃˈluː), és una actriu iraniana nacionalitzada estatunidenca. Després de nombrosos papers protagonistes al teatre, la seva primera interpretació important al cinema va ser a la pel·lícula Gozāresh (1977), dirigida per Abbas Kiarostami, que va guanyar el Premi de la crítica al Festival de Cinema de Moscou. La seva següent pel·lícula va ser Shatranje Bad, dirigida per Mohammad Reza Aslani, que es va projectar a diversos festivals internacionals de cinema. Ambdues pel·lícules van ser prohibides a l'Iran. El 1978, Aghdashloo va rebre elogis per la seva interpretació a Sooteh-Delan, dirigida per Ali Hatami, que la va situar com una de les principals actrius iranianes de tots els temps.
Amb una carrera teatral i cinematogràfica consolidada al seu pas d'origen, Aghdashloo es va traslladar a Anglaterra el 1979 durant la Revolució islàmica, convertint-se posteriorment en ciutadana dels Estats Units d'Amèrica. Després d'uns anys interpretant petits papers a la televisió i el cinema, el seu treball a House of Sand and Fog (2003) li va fer merèixer diversos premis de la crítica cinematogràfica i una nominació a l'Oscar a la millor actriu secundària. Ha continuat interpretant personatges en cinema i televisió, inclòs un paper protagonista com a Chrisjen Avasarala a The Expanse (2015), i ha guanyat el Primetime Emmy a la millor actriu secundària en minisèrie o telefilm pel seu treball a la minisèrie original de HBO House of Saddam (2008). El 2013 va publicar la seva autobiografia titulada The Alley of Love and Yellow Jasmines.

## Filmografia

### Cinema
| Any  | Títol                                    | Personatge               | Notes |
| ---- | ---------------------------------------- | ------------------------ | --- |
| 1976 | A Chess Game of the Wind / Shatranje Bad |                          | Debut |
| 1977 | The Report                               |                          | |
| 1978 | Sooteh-Delan                             | Aghdas                   | |
| 1989 | Guests of Hotel Astoria                  | Mrs. Pori Karemnia       | Primer paper als EUA |
| 1991 | Raha                                     | Raha                     | |
| 1993 | Twenty Bucks                             | Ghada Holiday            | |
| 2000 | Surviving Paradise                       | Pari                     | |
| 2001 | America So Beautiful                     | Actriu exiliada          | |
| 2002 | Maryam                                   | Mrs. Homa Armin          | |
| 2003 | Possessed                                | Dona                     | Curtmetratge de Shirin Neshat |
| 2003 | Pulse                                    | Dona                     | Curtmetratge de Shirin Neshat |
| 2003 | Mystic Iran                              | Narrator                 | Documentary film by Aryana Farshad |
| 2003 | House of Sand and Fog                    | Nadereh 'Nadi' Behrani   | Independent Spirit Award for Best Supporting Female Los Angeles Film Critics Association Award for Best Supporting Actress National Society of Film Critics Award for Best Supporting Actress (3rd place) New York Film Critics Circle Award for Best Supporting Actress Online Film Critics Society Award for Best Supporting Actress Nominated–Academy Award for Best Supporting Actress Nominated–Vancouver Film Critics Circle Award for Best Supporting Actress |
| 2005 | L'exorcisme de l'Emily Rose              | Dr. Sadira Adani         | |
| 2005 | Babak and Friends – A First Norooz       | Farah                    | Pel·lícula d'animació |
| 2006 | American Dreamz                          | Mrs. Nazneen Riza        | |
| 2006 | La casa del llac                         | Dr. Anna Klyczynski      | |
| 2006 | X-Men: La decisió final                  | Dr. Kavita Rao           | |
| 2006 | The Nativity Story                       | Elizabeth                | |
| 2008 | The Sisterhood of the Traveling Pants 2  | Professora Nasrin Mehani | |
| 2008 | The Stoning of Soraya M.                 | Zahra Khanum             | Satellite Award for Best Actress – Motion Picture |
| 2010 | The Adjustment Bureau                    | The Chairman             | |
| 2010 | The No Game                              | Aunt Laila               | |
| 2011 | Iranium                                  | Narradora                | Documental d'Alex Traiman |
| 2011 | On the Inside                            | Dr. Lofton               | |
| 2012 | The Odd Life of Timothy Green            | Evette Onat              | |
| 2013 | Percy Jackson: Sea of Monsters           | The Oracle               | Veu |
| 2013 | Silk                                     | Rani                     | Curtmetratge de Catherine Dent |
| 2014 | Rosewater                                | Moloojoon                | |
| 2014 | Still Here                               | Farzaneh                 | Curtmetratge d'Ethan Rains |
| 2015 | Last Knights                             | Maria                    | |
| 2015 | Septembers of Shiraz                     | Habibeh                  | |
| 2016 | Star Trek Beyond                         | Commodore Paris          | |
| 2016 | Window Horses                            | Mehrnaz                  | Pel·lícula d'animació |
| 2016 | The Promise                              | Marta Boghosian          | |
| 2018 | A Simple Wedding                         | Ziba Husseini            | |
| 2019 | The Cuban                                | Bano Ayoub               | Dirigida per Sergio Navarretta |
| 2020 | Run Sweetheart Run                       | Blue Ivy                 | |
| 2021 | Ghostbusters: Afterlife                  | Gozer the Gozerian       | |
| 2023 | Renfield                                 | Bellafrancesca Lobo      | |
| 2024 | Damsel                                   | Dragon (veu)             | |

### Televisió
| Any        | Títol                                 | Personatge                      | Notes |
| ---------- | ------------------------------------- | ------------------------------- | --- |
| 1990       | Matlock                               | Saleslady                       | Episodi: "Nowhere to Turn" |
| 1993       | Martin                                | Malika                          | Episodi: "Jerome's in the House" |
| 2001       | The Honduran Suburbs                  | Zereshk                         | 2 episodis |
| 2004       | The Secret Service                    | Lila Ravan                      | Telefilm |
| 2005       | 24                                    | Dina Araz                       | 12 episodis: Day 4 Gold Derby TV Award for Best Drama Supporting Actress Nominated–Satellite Award for Best Supporting Actress – Series, Miniseries or Television Film        |
| 2006       | Smith                                 | Charlie                         | 7 episodis |
| 2006       | Will & Grace                          | Pam                             | Episodi: "Cowboys and Iranians" |
| 2006       | Curious George                        | Hat Salesperson                 | Episodi: "The Clean, Perfect Yellow Hat" |
| 2006       | ER                                    | Mrs. Riza Kardatay              | Episodi: "Lost in America" |
| 2007       | Grey's Anatomy                        | Dr. Helen Crawford              | Episodi: "Scars and Souvenirs" |
| 2008       | House of Saddam                       | Sajida Talfah                   | 4 episodis Primetime Emmy Award for Outstanding Supporting Actress in a Limited Series or Movie Nominated–Gold Derby TV Award for Best Miniseries/TV Movie Supporting Actress |
| 2008       | The Simpsons                          | Mina                            | Episodi: "MyPods and Boomsticks" |
| 2009       | FlashForward                          | Nhadra Udaya                    | 3 episodis |
| 2011       | Law &amp; Order: Special Victims Unit | Detective Saliyah "Sunny" Qadri | Episode "Dirty" |
| 2011       | House, MD                             | Afsoun Hamidi                   | Episodi: "Moving On" |
| 2011       | NCIS                                  | Mariam Bawali                   | Episodi: "Safe Harbor" |
| 2012       | Portlandia                            | Nelofar Jamshidi                | Episodi: "Cool Wedding" |
| 2012       | The Mob Doctor                        | Dra. Lauren Baylor              | 3 episodis |
| 2013       | Grimm                                 | Stefania Vaduva Popescu         | 7 episodis |
| 2014       | Believe                               | Mrs. Delkash                    | Episodi: "Origin" |
| 2014       | Bones                                 | Azita Vaziri                    | Episodi: "The Cold in the Case" |
| 2014       | Scorpion                              | Dr. Cassandra Davis             | Episodi: "True Colors" |
| 2015       | Elementary                            | Liliane Bellerose               | Episodi: "Tag, You're Me" |
| 2015 –2022 | The Expanse                           | Chrisjen Avasarala              | Paper principal 4 temporades |
| 2016       | Pearl                                 | Arlene                          | Telefilm |
| 2017       | The Punisher                          | Farah Madani                    | 4 episodis |
| 2019       | The Lion Guard                        | Queen Janna                     | Veu; 4 episodis |
| 2019       | Impulse                               | Fatima                          | 2 episodis |
| 2021       | Arcane                                | Enforcer Grayson                | 4 episodis |
| 2021       | The Expanse: One Ship                 | Chrisjen Avasarala              | 1 episodi |
| 2022       | The Flight Attendant                  | Brenda                          | 5 episodis |
| 2022       | Archer                                | ClandestiCon Host (veu)         | 1 episodi |
| 2023       | Kung Fu Panda: The Dragon Knight      | Forouzan (veu)                  | 4 episodis |
| 2023       | Mrs. Davis                            | Virgin Mary                     | Episodi 7 |
| 2024       | Chad                                  | Zahra                           | 1 episodi |

### Videojocs
| Any  | Joc           | Personatge                           |
| ---- | ------------- | ------------------------------------ |
| 2010 | Mass Effect 2 | Almirall Shala'Raan vas Tonbay (veu) |
| 2012 | Mass Effect 3 | Almirall Shala'Raan vas Tonbay (veu) |
| 2014 | Destiny       | Lakshmi-2 (veu)                      |
| 2017 | Destiny 2     | Lakshmi-2 (veu)                      |

### Teatre
| Anys | Títol                              | Personatge             | Notes                 |
| ---- | ---------------------------------- | ---------------------- | --------------------- |
| 1973 | Un camí estret cap al nord profund | Emperadriu Kōjun       | Edward Bond           |
| 1975 | La senyora de Sade                 | Reneé marquesa de Sade | Yukio Mishima         |
| 2012 | La casa de Bernarda Alba           | Bernarda Alba          | Federico García Lorca |